# Šafov

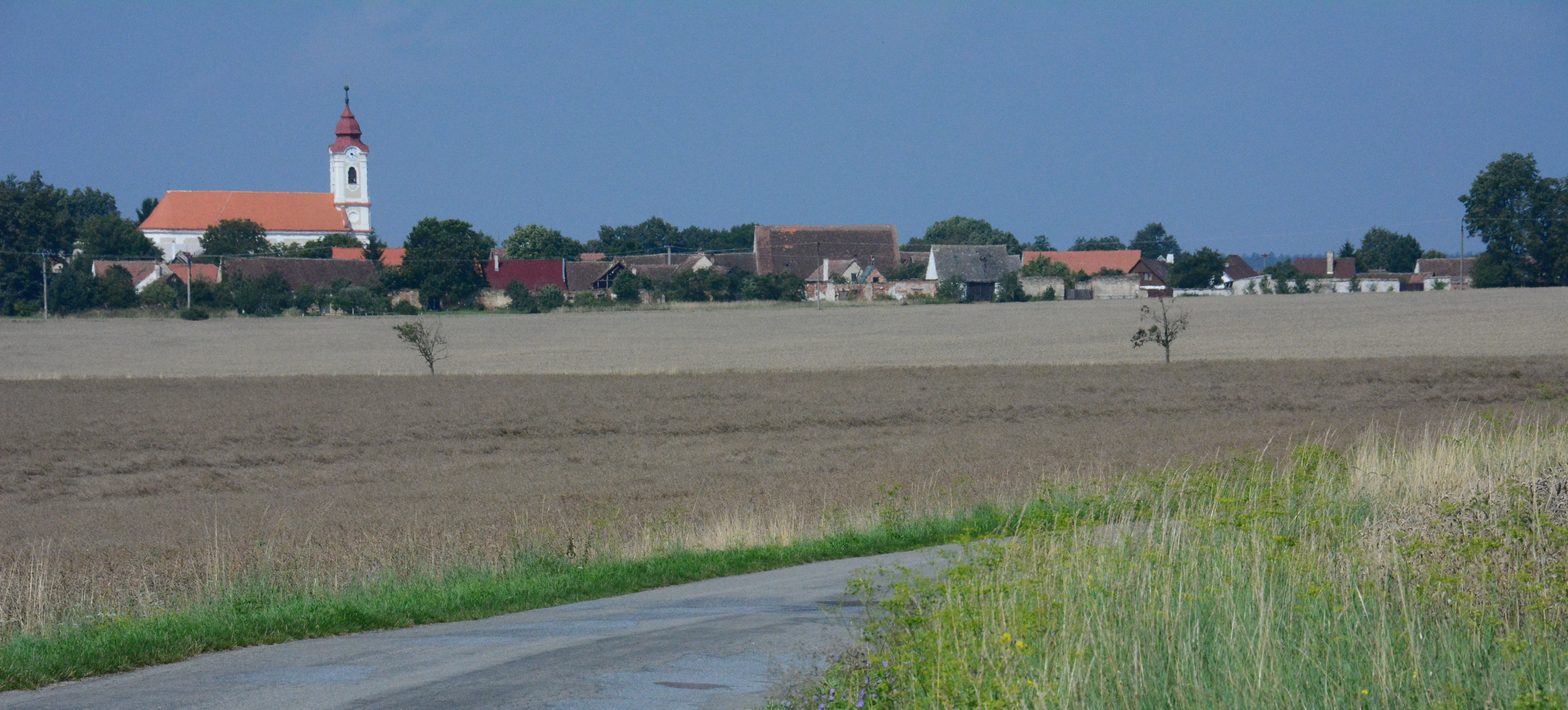
Šafov 2014

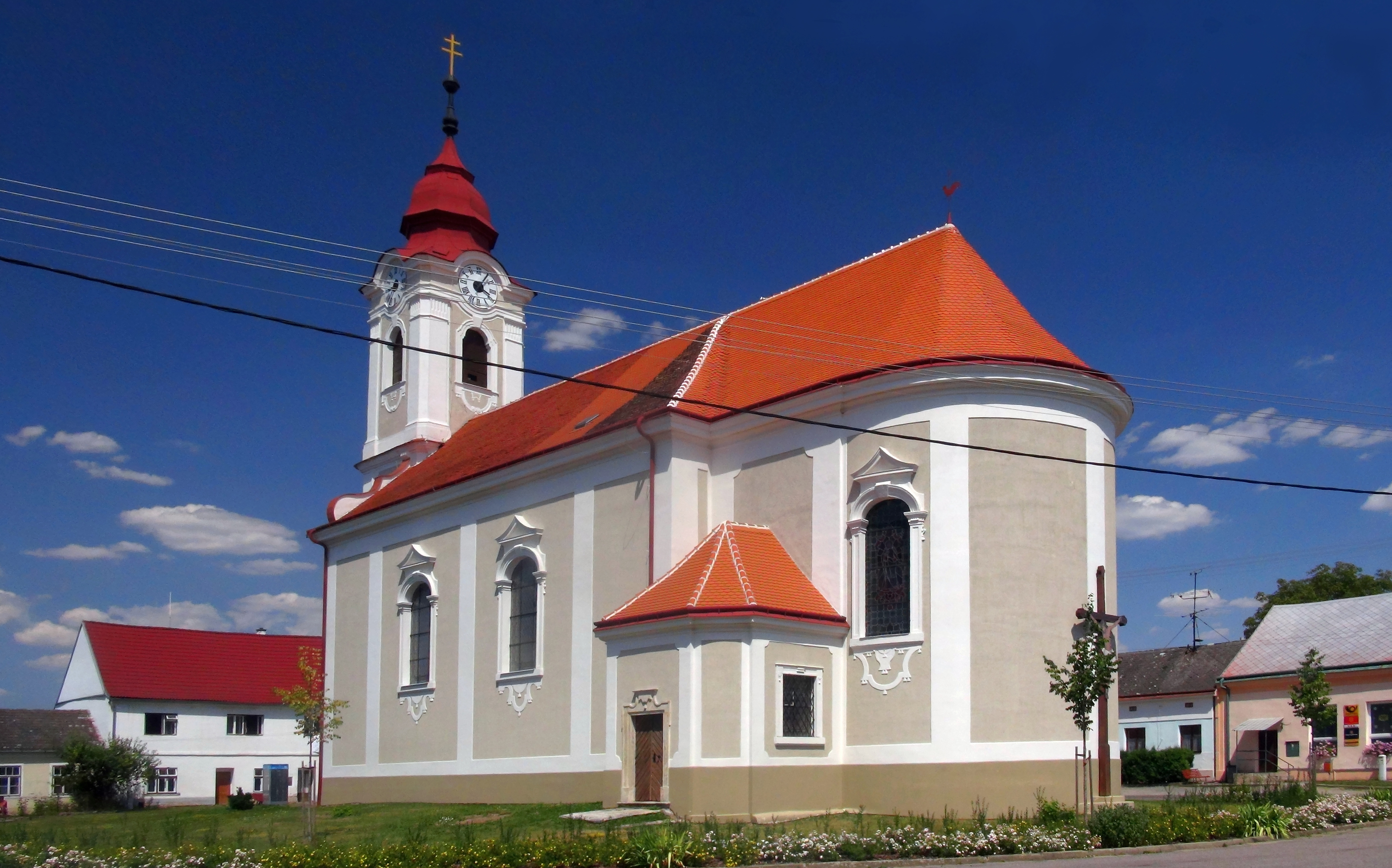
Kirche des hl. Bartholomäus

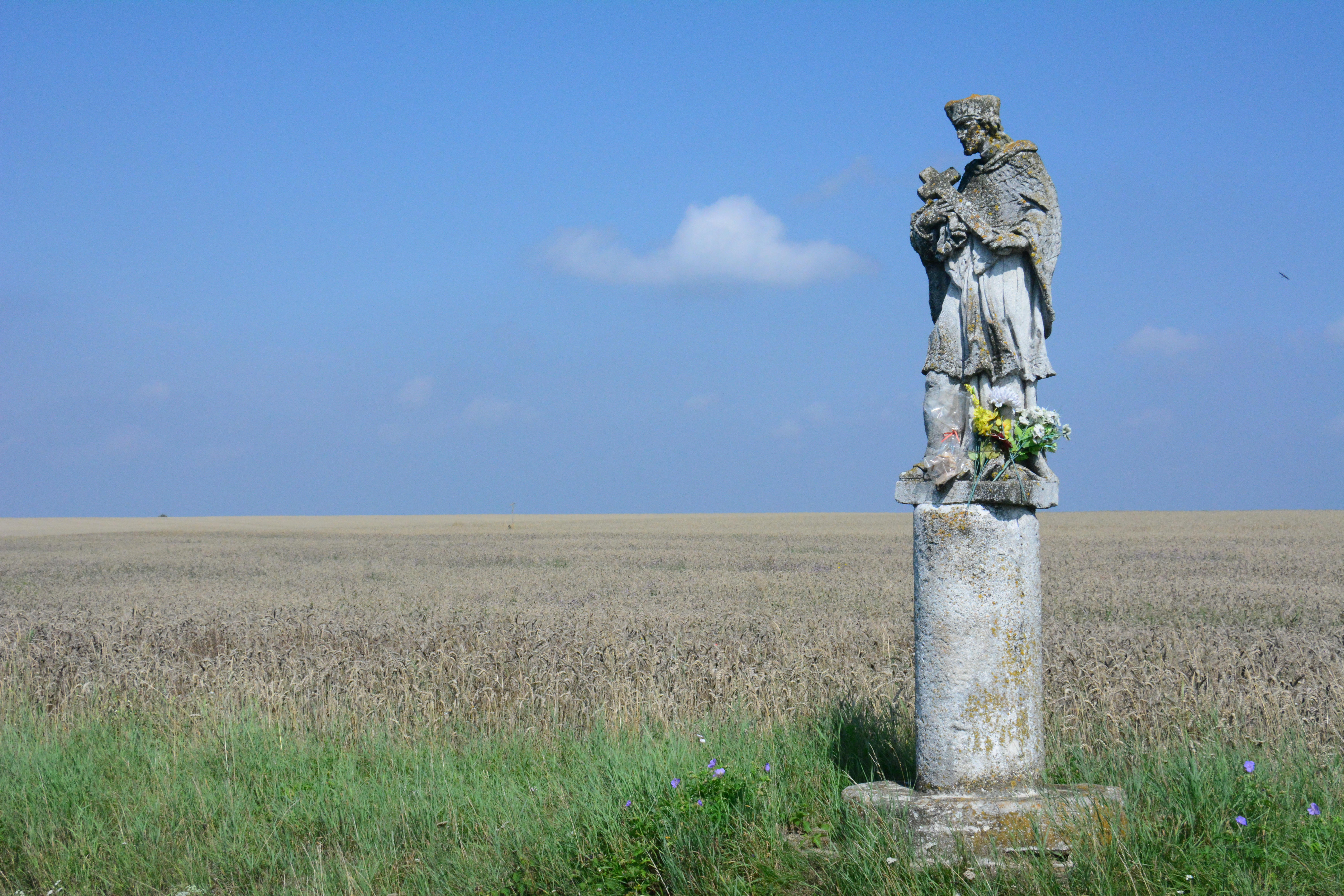
Statue des hl. Johannes von Nepomuk

Šafov (deutsch Schaffa) ist eine Gemeinde in Tschechien. Sie liegt sieben Kilometer südwestlich von Vranov nad Dyjí (Frain an der Thaya) an der tschechisch-österreichischen Grenze und gehört zum Okres Znojmo (Bezirk Znaim).

## Geographie
Šafov erstreckt sich rechtsseitig des Baches Křeslický potok. Österreichische Nachbarorte sind Langau und Riegersburg im Waldviertel. Šafov ist als Längsangerdorf angelegt.

## Geschichte
Im 11. bis 13. Jahrhundert kam es zu einer großen Siedlungsbewegung von West nach Ost. Mähren wurde von 1031 bis 1305 von der Dynastie der Přemysliden regiert. Um größere Gebiete landwirtschaftlich zu nutzen und damit höhere Erträge zu erzielen, bewarben sie die Kolonisten mit Privilegien wie zehn Jahren Steuerfreiheit (deutsches Siedlerrecht). Bis zum Jahre 1150 wurde das Gebiet um Mikulov (Nikolsburg) und Znojmo (Znaim) von deutschen Einwanderern aus Niederösterreich besiedelt. Die bis 1945 gesprochene ui-Mundart und die Anlage des Dorfes bekunden, dass sie ursprünglich aus den bairischen Gebieten der Bistümer Regensburg und Passau stammten. Sie brachten neue landwirtschaftliche Geräte mit und führten die ertragreiche Dreifelderwirtschaft ein.
Erstmals schriftlich erwähnt wurde Šafov im Jahr 1323. Kaum ein Jahrhundert später litt der Ort unter den Hussiten. Diese verschanzten sich im Ort, und bei den darauf folgenden Kämpfen im Jahre 1431 wurde der gesamte Ort vernichtet. Erst 1452 wurde er neu besiedelt, und ab dem Jahre 1516 scheint dieser wieder als eine Marktgemeinde auf. Die Marktrechte wurden unterdessen von Kaiser Ferdinand I. im Jahre 1540 bestätigt und erweitert. In der Folge wuchs der Ort rasch an und erhielt erste Züge einer Stadt. Bereits 1556 kommen die ersten Protestanten in die Stadt. Der neue Glaube verbreitet sich so schnell, dass bereits 1589 die katholische Pfarre aufgelöst wurde. Während des Dreißigjährigen Krieges im Jahre 1631 wurde die Stadt wieder durch die Gegenreformation rekatholisiert. 1628 gewährt Ferdinand II. der Stadt einen zweiten Jahrmarkt, zu St. Veit. Doch nach dem Dreißigjährigen Krieg und dem Wüten der Schweden unter Lennart Torstensson im Jahre 1645 lag der zur Herrschaft Frain an der Thaya gehörende Ort lange marode danieder. Aufgrund dessen verlor Schaffa seine Stadtrechte. Wegen der vorherigen Verwüstungen waren die Gemeindegrenzen nicht mehr klar feststellbar. So lag Schaffa jahrelang im Streit mit dem niederösterreichischen Ort Langau um den genauen Grenzverlauf. Erst im Jahre 1667 wurde eine Grenzkommission eingesetzt, welche diesen Streit regelte. Ab dem Jahre 1673 ist ein Lehrer in der Stadt urkundlich erwähnt.
1670 kam infolge der Judenvertreibung aus Wien und Niederösterreich eine große Zahl von Juden nach Südmähren. Maximilian Graf von Starhemberg, der Besitzer von Frain, erlaubte den aus Weitersfeld (Niederösterreich) vertriebenen 85 jüdischen Familien, sich hier anzusiedeln. Das taten sie aber nicht nur auf dem ihnen zugewiesenen Areal, einige von ihnen erwarben auch Grundstücke nördlich der Kirche und beim Petreiner Tor (Schaffa war von einer Mauer mit drei Toren umgeben). So bestand Schaffa aus einer getrennt verwalteten Christen- und einer Judengemeinde. Dies änderte sich erst im Jahre 1919.
1744 ordnete Maria Theresia an, die Juden aus Böhmen und Mähren zu vertreiben, was auch die örtliche jüdische Gemeinde getroffen hätte, doch nach zahlreichen Interventionen wurde dieses Vorhaben fallen gelassen. Die Schaffinger Juden beherrschten in weitem Umkreis den Handel mit Tuch, Leinen Leder, Schafwolle, Flachs, Horn, Geweihen und Borsten. Mit der Eröffnung der Franz Josefs-Bahn 1870 und der Nordwestbahn (1872) ging das Geschäft zurück, und ein Teil der jüdischen Bewohner von Schaffa wanderte auf der Suche nach neuen, besseren Geschäftsmöglichkeiten ab. Im Jahre 1920 wurden die christliche und die jüdische Schule zusammengelegt.
1742 brannte die Kirche von Schaffa ab. 1745 wurden die Kirche und der Pfarrhof nach Plänen von Joseph Emanuel Fischer von Erlach im Barock-Stil wieder aufgebaut. Die Filialkirche von Schaffa unterstand von 1689 bis 1733 der Pfarre Frain, dann wurde sie zu einer eigenen Pfarre erhoben. Matriken werden seit 1658 geführt. Alle Geburts-, Trauungs- und Sterbematriken bis zum Jahre 1949 befinden sich im Landesarchiv Brünn. 1778 wurde der jüdische Friedhof erweitert.
Um 1800 nach dem Toleranzpatent von Kaiser Joseph II. im Jahr 1781 errichteten auch die Schaffinger Juden eine Schule, an der ab 1805 der Lehrer Johann Bauer von der christlichen Schule zwei Stunden pro Tag unterrichtete. Nach 1848 wurde die Schule zweiklassig, nach der Ausdehnung der Schulpflicht im Jahr 1869 dreiklassig. Die dreiklassige Schule hielt sich bis 1883. Am 13. Juni 1822 gingen das Judenviertel mit Ausnahme eines einzigen Hauses sowie 69 Häuser der Christengemeinde in Flammen auf. Im Jahre 1833 sollte die Bezirksstraße ausgebaut werden, doch Schaffa und einige andere Gemeinden weigerten sich, sich an den Kosten zu beteiligen. Daraufhin wurden die Vertreter der Gemeinden eine Woche lang eingesperrt. Während des Deutsch-Österreichischen Krieges im Jahre 1866 lagerten die Preußen im Ort.
Im Jahre 1899 wurde die Freiwillige Feuerwehr gegründet. Einer der Mitbegründer war Ludwig Kreisky, der Großvater des späteren österreichischen Bundeskanzlers Bruno Kreisky. Der größte Teil der Bewohner von Schaffa lebte von der Vieh- und Landwirtschaft, wobei der sonst in Südmähren wichtige Weinbau keine Rolle spielte. Aufgrund des Klimas wurden neben verschiedenen Getreidesorten auch Kartoffeln, Rüben und Wicken angepflanzt. Bis ins 19. Jahrhundert wurde ebenso Flachs angebaut, was sich aber nach der Entwicklung der Baumwollindustrie nicht mehr rentierte. Neben einem florierenden Kleingewerbe gab es noch zwei Ziegeleien, eine elektrische Mühle, eine Kalkbrennerei, eine Uniformschneiderei, drei Hotels, einen Brunnenbauer, ein Fuhrunternehmen und verschiedene Händler im Ort.
Nach dem Ersten Weltkrieg, der 25 Ortsbewohner das Leben kostete, zerfiel der Vielvölkerstaat Österreich-Ungarn, und Šafov, dessen Bewohner im Jahre 1910 zu 97 % der deutschen Sprachgruppe angehörten, wurde zum Bestandteil der neuen Tschechoslowakischen Republik. 1919 wurden die christliche und die jüdische Gemeinde von Šafov (Schaffa) miteinander vereint. Zwischen den Volkszählungen 1910 und 1930 stieg der Anteil der tschechischen Bevölkerung von 2,3 % auf über 30 % an. Schaffa erhielt ein Zollamt, ein Postamt und einen Gendarmerieposten mit tschechischem Personal sowie eine tschechische Schule.
Infolge des Münchner Abkommens, das die Tschechoslowakei zur Abtretung der deutschsprachigen Randgebiete an das Deutsche Reich zwang, wurde Schaffa mit 1. Oktober 1938 ein Teil des Reichsgaus Niederdonau. Nach der Zerschlagung der Tschechoslowakei durch die Nationalsozialisten mussten die tschechischen Bewohner Schaffa verlassen. Die große jüdische (deutschsprachige) Bevölkerung wurde in Konzentrationslager deportiert, nur einem Teil von ihnen gelang rechtzeitig die Flucht. Reste des jüdischen Friedhofes sind noch zu besichtigen. Ein Denkmal für die vielen während der nationalsozialistischen Jahre Vertriebenen und die in Konzentrationslagern Ermordeten gibt es nicht.
Nach dem Ende des Zweiten Weltkrieges, der – abgesehen von ab 1938 vielen jüdischen und tschechischen Opfern – auch 36 Kriegsgefallene aus Schaffa forderte, kamen die im Münchener Abkommen abgetretenen Territorien wieder an die Tschechoslowakei zurück. Schaffa wurde von ortsfremden militanten Tschechen übernommen, dabei kam es durch schwere Misshandlungen an der deutschen Bevölkerung zu drei Ziviltoten. Der Großteil der Ortsbewohner, 430 Personen, wurden am 27. Juni 1945 versammelt und mit maximal 15 Kilogramm Gepäck über die Grenze nach Österreich wild vertrieben. Toleriert durch das Potsdamer Abkommen der Alliierten wurden je zwei Personen am 27. August sowie am 18. September 1946 zwangsausgesiedelt. In Schaffa verblieben 62 Personen, das Vermögen der vertriebenen Bevölkerung wurde konfisziert. In Übereinstimmung mit den ursprünglichen Überführungs-Zielen von Potsdam verlangte die Rote Armee im Jänner 1946 den Abschub aller Sudetendeutschen aus Österreich nach Deutschland. Trotzdem konnten 200 Personen in Österreich verbleiben.

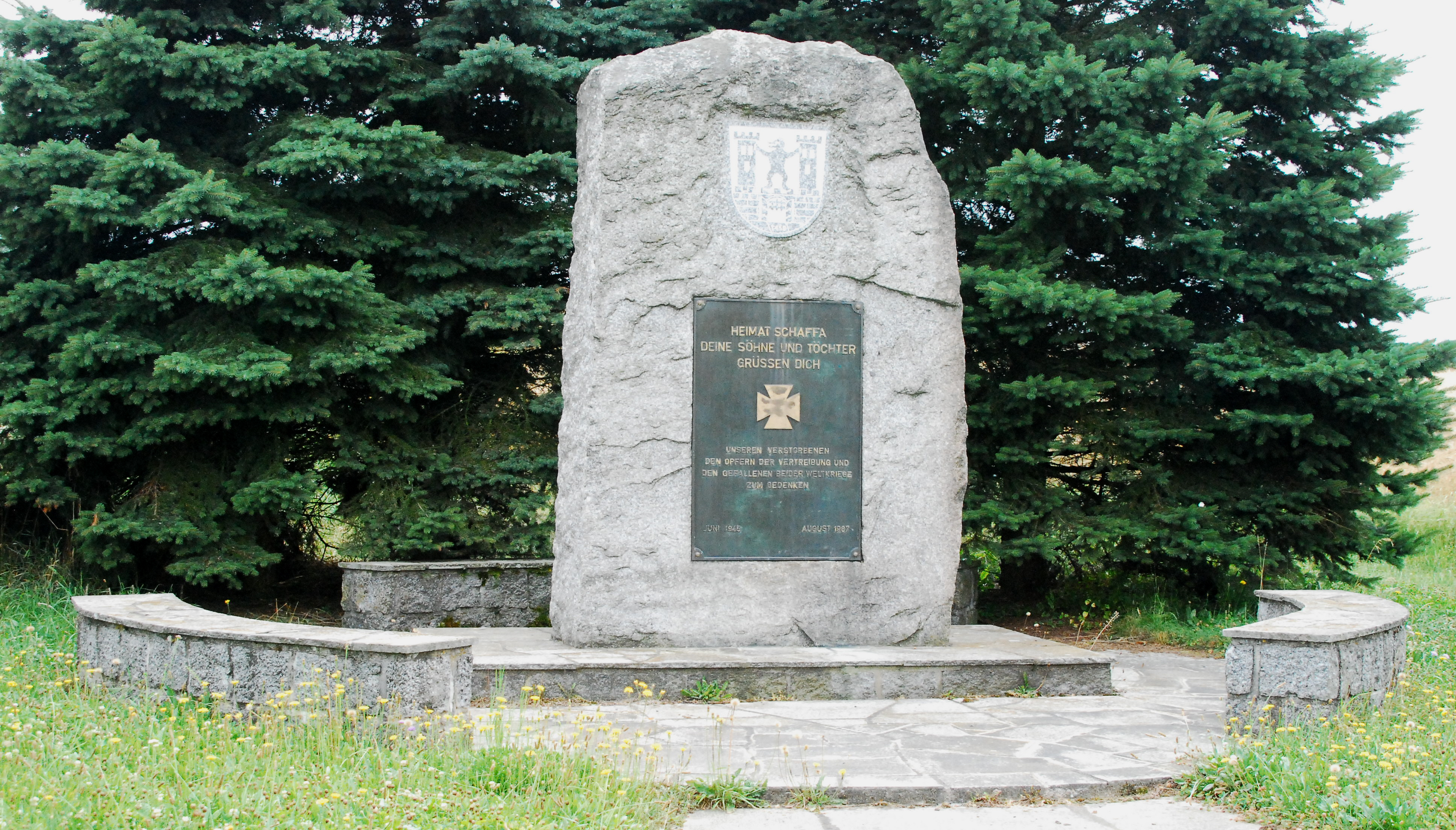
Gedenkstein der Heimatvertriebenen aus Schaffa

An die Vertreibung erinnert an der Straße von Langau nach Riegersburg ein 1987 errichteter Gedenkstein.
Am 9. Mai 2006 wurde ein touristischer Grenzübergang für Fußgänger und Radfahrer, der später auch für PKW geöffnet wurde, zwischen Langau und Šafov eröffnet. Ein weiterer Grenzübergang für Fußgänger und Radfahrer, der die Verbindung nach Riegersburg ermöglicht, folgte. Zwischen März und Juli 2014 wurde der auf tschechischem Gebiet gelegene Abschnitt der Straße ausgebaut und offiziell ab 1. August 2014 die Straßenverbindung Riegersburg-Šafov auch für PKW geöffnet.
Der Verein „Eurosola“ eröffnete 2006 nach Langau und Oberhöflein (Gemeinde Weitersfeld) in Šafov ein Jugendgästehaus. Im Rahmen von Treffen wird auch der jüdische Friedhof von Šafov betreut. Nordöstlich des Ortes an der Landstraße 398 befindet sich eine Statue des hl. Johannes Nepomuk.

## Wappen und Siegel
Im Jahre 1540 erhielt der Ort ein Siegel und das Privileg mit grünem Siegelwachs zu siegeln. Das Siegel zeigt ein Renaissanceschild, darin auf felsigem Grund eine Zinnenmauer mit offenem Flügeltor, hinter der zwei Zinnentürme emporragen. Zwischen den Türmen steht über dem Tor aufgerichtet ein Bär, der sich mit den Vorderpranken auf die Türme stützt.
1540 erhielt Schaffa auch ein Marktwappen: In Rot eine mit Schießscharten versehene silberne Zinnenmauer mit offenem goldenen Flügeltor und goldenem Fallgitter. Über die Mauer ragen zwei silberne Zinnentürme mit je drei Fenstern, dazwischen aufrecht stehend ein naturfarbener (schwarz-brauner) Bär, der sich mit den Vorderpranken auf die Türme stützt. Dieses Wappen wurde wiederholt von verschiedenen österreichischen Herrschern bestätigt. So von Kaiser Ferdinand II (1628), Kaiser Karl VI. (1726), Kaiserin Maria-Theresia (1747), Kaiser Joseph II. (1781), Kaiser Franz I. (1793) und schließlich Kaiser Ferdinand I. 1839.
Im Jahre 1850 erhielt der Ort ein neues Siegel. Es zeigte einen Anker, beseitet von einer Sichel und einem Pflugeisen. In den Jahren 1920 bis 1938 führte der Ort einen zweisprachigen bildlosen Gemeindestempel.

## Bevölkerungsentwicklung
| Volkszählung | Einwohner gesamt | Volkszugehörigkeit der Einwohner | Volkszugehörigkeit der Einwohner | Volkszugehörigkeit der Einwohner |
| Jahr         | Einwohner gesamt | Deutsche                         | Tschechen                        | Andere                           |
| ------------ | ---------------- | -------------------------------- | -------------------------------- | -------------------------------- |
| 1880         | 1089             | 1065                             | 10                               | 14                               |
| 1890         | 1060             | 1038                             | 3                                | 19                               |
| 1900         | 942              | 918                              | 15                               | 9                                |
| 1910         | 798              | 772                              | 18                               | 8                                |
| 1921         | 748              | 535                              | 111                              | 102                              |
| 1930         | 772              | 441                              | 234                              | 97                               |

## Sehenswürdigkeiten

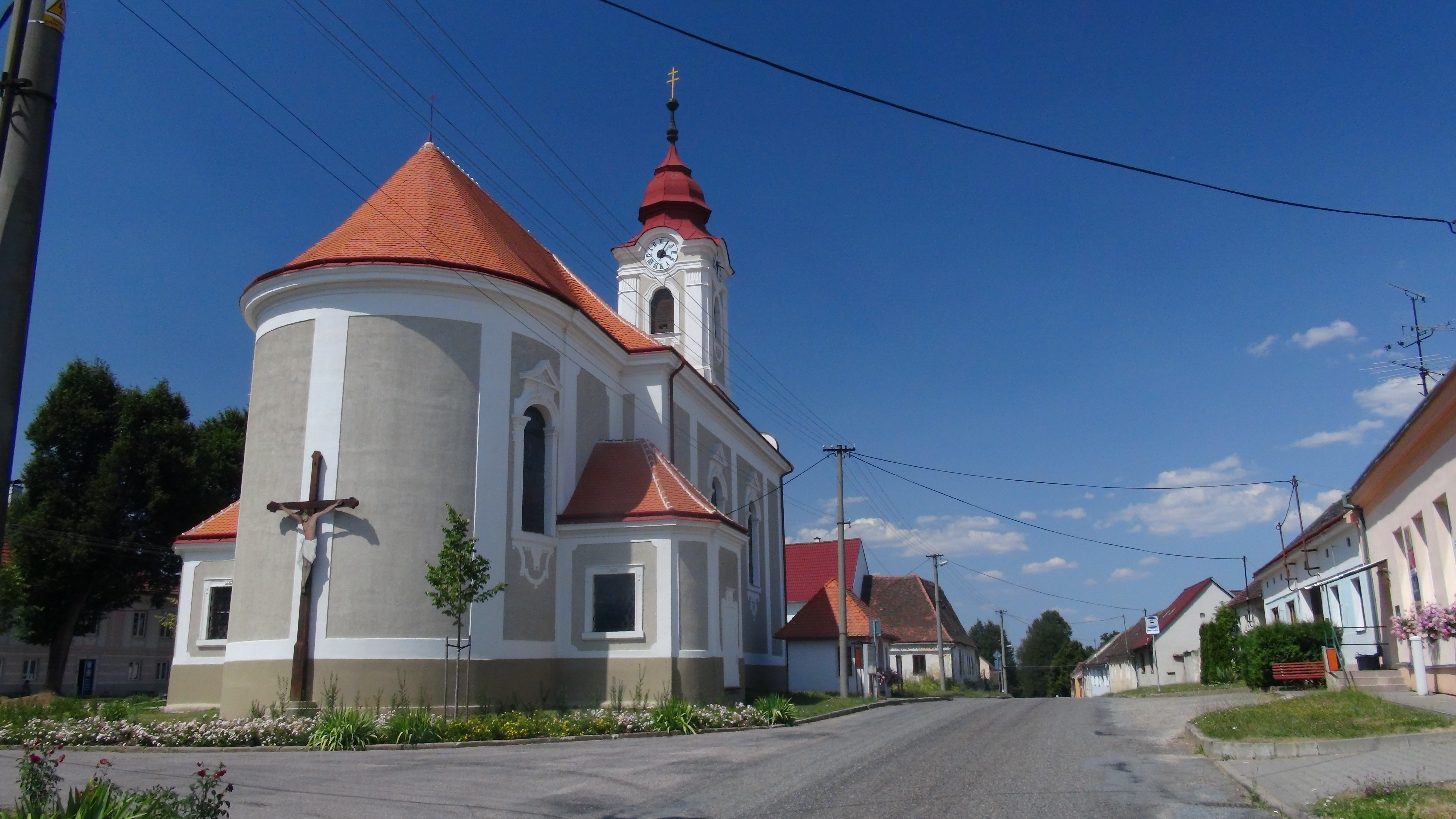
Pfarrkirche des hl. Bartholomäus

- Pfarrkirche des hl. Bartholomäus, die 1735 anstelle einer Kapelle aus dem Jahre 1499 errichtet wurde. Durch Spenden von Vertriebenen wurden vier bleiverglaste Kirchenfenster renoviert.
- Jüdischer Tempel (1785)
- Jüdischer Friedhof

## Sagen aus dem Ort
Unter den deutschen Einwohnern gab es eine Vielzahl von Mythen:
- Der alte Halter (Besitzer von Sprungtieren) von Schaffa ging einst zu später Stunde von Riegersburg nach Schaffa. Als er die ersten Häuser des Ortes sah, erblickte er über sich einen „feurigen Drachen“. Der Drache flog Richtung Schaffa und verschwand dann in einem Rauchfang des Judenviertels.[18]
- Eine Frau aus Schaffa ging einst zur späten Stunde von Hessendorf über die „Ruckteichwiesen“ heim. Als sie die tiefste Stelle des Grabens erreicht hatte, stand auf einmal ein „feuriger Hund“ vor ihr. Sie erschrak heftig, denn er stellte sich ihr in den Weg und knurrte sie grimmig an. Bald jedoch dreht sich das Tier um und lief vor ihr her. Zwar eilte sie Frau jetzt weiter heim, doch das Versperren und Freigeben des Weges wiederholte sich mehrere Male. Erst kurz vor Schaffa verschwand der Teufelshund so plötzlich wie er erschienen war.[19]
- Der Predigtstuhl in den Korlüssen
- Grasl und der Jud'npoldl
- Der Pranger[20]

## Söhne und Töchter der Gemeinde
- Heinrich Allina (1878–1953), österreichischer Politiker und Herausgeber
- Ludwig Winder (1889–1946), österreichischer Schriftsteller, Journalist und Literaturkritiker
- Julius Löwy (1881–1953), zionistischer Aktivist und Journalist
- Samuel Max (1871–1938), österreichischer Kaufmann, vorletzter Bürgermeister der Judengemeinde Schaffa.[21]
- Maximilian Weinberger (1875–1954), österreichisch-US-amerikanischer Internist, Primararzt und NS-Verfolgter

## In der Gemeinde wirkten
Die Autoren und Rabbiner Naphtali ben Mordechai Benet (um 1780–1857) und Ignatz Leopold Rosner.

## Grenzzwischenfälle

### 1973
Am 26. Juli 1973 verirrte sich ein in Wien-Aspern gestarteter österreichischer Pilot mit seinem Sportflugzeug über die österreichisch-tschechoslowakische Staatsgrenze und stürzte in der Nähe von Šafov bzw. Riegersburg ab, wobei der Pilot Alfred Winter und sein Fluggast Johann Weiser ums Leben kamen.
Die österreichischen Behörden waren lange Zeit auf von österreichischem Staatsgebiet aus gemachten Beobachtungen angewiesen, erst am späten Nachmittag kam die Mitteilung, dass das Flugzeug OE-CAP eine Bruchlandung hatte, die beiden Insassen wurden aber nicht erwähnt.
Von tschechischer Seite kamen die Vorwürfe, dass der österreichische Pilot zu Spionagezwecken unerlaubt die Grenze überflogen und dann ein tschechisches Militärflugzeug gerammt und damit ebenfalls zum Absturz gebracht habe. Beiden Vorwürfen wurde von österreichischer Seite widersprochen. Österreichischen Zeugen, darunter Gendarmerie- und Zollwachebeamte, zufolge sei das tschechische Flugzeug noch längere Zeit über der Unfallstelle gekreist und später weggeflogen. Auch wurden der österreichischen Unfallkommission, die nach langem Drängen doch in die ČSSR einreisen durfte, keine Trümmer der angeblich abgestürzten Militärmaschine gezeigt.
Der Leiter der österreichischen Unfallkommission schloss nach der Rückkehr nach Wien einen Abschuss der Sportmaschine aus, hielt einen Zusammenstoß beider Maschinen aber ebenso für möglich wie einen durch zu nahes aneinander vorbeifliegen ausgelösten Absturz.
In die begleitenden diplomatischen Querelen war auch der österreichische Außenminister Rudolf Kirchschläger verwickelt, der die ČSSR in einer Rede scharf kritisierte.
Alfred Winter wurde auf dem Atzgersdorfer Friedhof in Wien beigesetzt.

### 1998
Im Februar 1998 wurden von Beamten des Gendarmeriepostens Hardegg verdächtige Spuren von Geländewagen entdeckt, die von Riegersburg aus illegal (damals existierte noch kein Grenzübergang für Kraftfahrzeuge) die österreichisch-tschechische Staatsgrenze Richtung Šafov überquert hatten. Die Grenze wurde daraufhin in diesem Bereich strenger überwacht und ein Autostoppgurt ausgelegt.
Kurze Zeit später näherten sich tatsächlich zwei geländegängige PKW der Staatsgrenze. Haltesignale der Gendarmen wurden von den Lenkern, die mit Vollgas flüchten wollten, ignoriert. Die Fahrzeuge wurden durch den Autostoppgurt am Weiterfahren gehindert, die Fahrer entwichen auf tschechisches Staatsgebiet, wo sie jedoch von der bereits alarmierten tschechischen Polizei verhaftet wurden.

## Film
Der Kinofilm Mit Verlust ist zu rechnen der Wiener Filmproduktionsfirma Lotus Film entstand 1992 unter der Regie von Ulrich Seidl in Langau und in Šafov unter Beteiligung der Bevölkerung der beiden Orte.